# Direito do trabalho em Israel
O direito do trabalho em Israel fornece uma série de proteções aos trabalhadores. Ele é regido pelas Leis Básicas, a Lei de Horas de Trabalho e de Descanso, bem como várias outras leis, estatutos e regulamentos.

## Sindicatos
Os sindicatos são legais em Israel, e cerca de um terço da força de trabalho é sindicalizada. A maior confederação sindical do país, a Histadrut, tem um lugar de destaque na economia e na sociedade israelense. Os trabalhadores na maioria das indústrias, têm direito à greve, desde que forneça uma notificação quinze dias antes de deflagrar a greve. É ilegal despedir um trabalhador por sindicalizar-se e por participar em atividades sindicais, incluindo greves. No entanto, o direito à greve é restrito no serviço público e em instituições que são considerados fundamentais, tais como a medicina, a água, a energia e a polícia. A Justiça do Trabalho israelense é incumbida com a tarefa de solução de conflitos trabalhistas. Há cinco regionais da justiça do trabalho que tratam de disputas locais, e o Tribunal Nacional do Trabalho em Jerusalém, que trata de greves em todo o país, conflitos de natureza coletiva, e os recursos de decisões dos tribunais regionais.

## Jornada de trabalho
A lei israelense estabelece uma jornada semanal de 43 horas de trabalho. Para aqueles com cinco dias de trabalho semanal, a duração de um dia de trabalho é de 8,6 horas, enquanto que aqueles com um prazo de seis dias de trabalho semanal de ter um dia de trabalho de 8 horas. Aqueles com um dia de trabalho de, pelo menos, seis horas têm direito a 45 minutos de descanso, incluindo uma pausa ininterrupta de 30 minutos, embora com uma autorização especial aqueles que trabalham em empregos não manuais podem ter todos os dias úteis, sem pausas. No entanto, na prática, o tempo adicional é adicionado para compensar essas pausas, levando a um máximo de 45 horas de trabalho semanal. Como resultado, muitos funcionários, em Israel, trabalham 45 horas por semana, ou 9 horas por dia, durante 5 dias. Qualquer trabalho além destas horas é considerado de trabalho extraordinário. Horas extras são ilegais, a menos que haja uma licença, que é obtida através do Ministério do Trabalho, e está sujeito a certas condições. As duas primeiras horas extras devem ser compensadas por um acréscimo de 125% do salário, e qualquer hora extra acima de duas horas deve ser acompanhado por um acréscimo e 150%. Não mais do que quatro horas de horas extraordinários podem ser realizadas em um único dia. Aqueles com um prazo de seis dias de trabalho semanal não pode trabalhar mais de 12 horas extras por semana, enquanto que aqueles com cinco dias de trabalho semanal não pode trabalhar mais de 15 horas extras por semana. Aqueles que trabalham durante um feriado religioso, têm direito a um acréscimo de 150% e um outro dia de folga. A média de trabalho semanal para os homens é de 45,2 horas, enquanto que a média de trabalho semanal para as mulheres é de 36,7 horas. Os empregadores são proibidos por lei de obrigar seus funcionários a trabalhar mais de 47 horas por semana.

## Discriminação
A discriminação em relação a raça, religião, idade, preferência sexual ou deficiência é proibida. Também é ilegal a dispensa de trabalhadora grávida, a menos que o empregador possa explicar ao Ministro do Trabalho que as razões para a dispensa não estão relacionados com a gravidez. Os empregados e os empregadores devem dar um aviso prévio antes de terminar um contrato de trabalho. Os empregadores, de organismos do estado e as pessoas que prestam serviços para crianças ou deficientes físicos ou mentais são proibidas por lei, a verificar antecedentes criminais de candidatos a uma vaga de emprego.

## Direito à licença
Todos os trabalhadores  israelenses têm direito a um período de descanso semanal de, pelo menos 36 horas consecutivas, embora com uma autorização especial do Ministério do Trabalho, pode ser reduzida a um mínimo de 25 horas. Os israelenses geralmente seguem uma semana de trabalho de cinco dias de domingo a quinta-feira, embora alguns, com uma semana de trabalho de seis dias, trabalhe até o meio-dia na sexta-feira. Isso é feito para acomodar o Shabat judeu e o Jumu'ah muçulmano.
Todos os Israelenses empregados com cinco dias de semana de trabalho têm direito a um mínimo de 10 dias de férias pagas por ano, durante os primeiros quatro anos, após o qual aumenta para 12 dias após cinco anos, 14 dias depois de seis anos, e 15 dias depois de sete anos. Para aqueles com um prazo de seis dias de trabalho semanal, as férias são de 12 dias para os primeiros quatro anos, 14 dias depois de cinco anos, 16 dias depois de seis anos e 19 dias depois de sete anos, com um ano adicional adicionados a cada ano seguinte ao sétimo ano a um máximo de 28 dias. Há também 9 feriados públicos remunerados, incluindo um contínuo de dois dias.
Os trabalhadores também têm direito a 18 dias de licença médica paga, por ano. Uma funcionária que trabalhou para o mesmo empregador por um ano, tem direito a 26 semanas de licença maternidade, embora ela possa dividi-lo com o pai e aqueles em licença parental têm direito a um subsídio do governo nos primeiros 14 dias. É ilegal demitir alguém que se encontra em licença maternidade ou em até 60 dias após a sua conclusão.